# Franziska Brantner

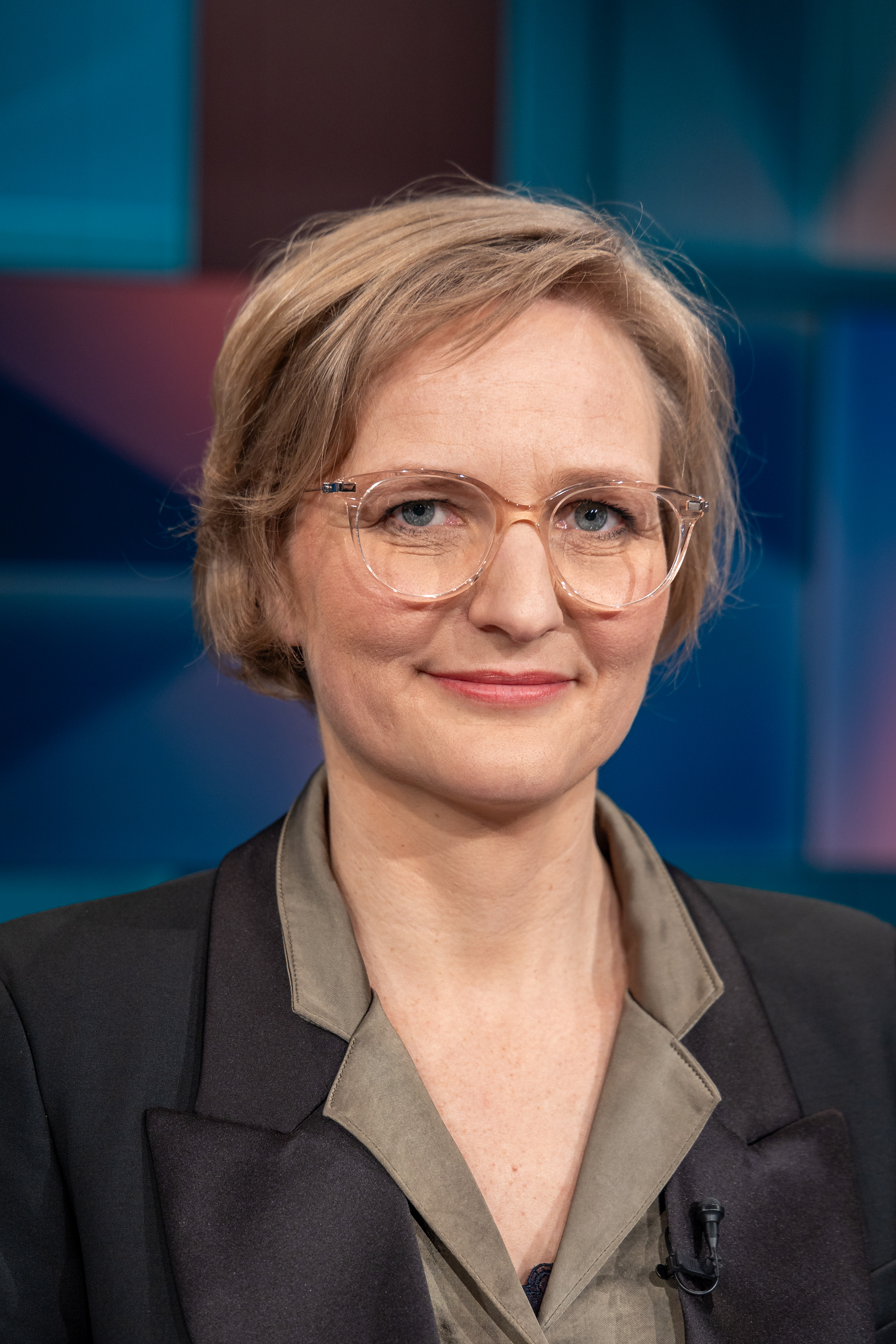
Franziska Brantner (2025)

Franziska Katharina Brantner (* 24. August 1979 in Lörrach) ist eine deutsche Politikerin (Bündnis 90/Die Grünen). Sie ist seit 2024 Bundesvorsitzende ihrer Partei und seit 2013 Mitglied des Deutschen Bundestages. Von 2021 bis 2025 war sie Parlamentarische Staatssekretärin bei dem Bundesminister für Wirtschaft und Klimaschutz und von 2022 bis 2025 zudem Sonderbeauftragte der Bundesregierung für die Umsetzung der Initiative für Transparenz im rohstoffgewinnenden Sektor. Zuvor war sie von 2009 bis 2013 Abgeordnete im Europäischen Parlament.

## Leben
Brantner wuchs in Neuenburg am Rhein auf und bestand am Deutsch-Französischen Gymnasium in Freiburg im Breisgau ihr Abitur. Nach dem Abitur war sie ein Jahr lang in den Büros der Heinrich-Böll-Stiftung in Tel Aviv und dann in Washington, D.C. tätig. Anschließend studierte sie Politikwissenschaften mit Schwerpunkt Internationale Beziehungen und Europapolitik an der  Sciences Po in Paris und an der Columbia University’s School of Public and International Affairs (SIPA) in New York mit Master- und Diplomabschluss 2004. Während der Konferenz „Peking+5“ der UN-Vollversammlung im Jahr 2000 (einer Nachfolgekonferenz zur UN-Weltfrauenkonferenz von Peking 1995) und noch bis 2005 war Brantner Ko-Vorsitzende des „Youth Caucus“ der UN Commission on the Status of Women.
Nach dem Studium arbeitete sie als wissenschaftliche Mitarbeiterin am Lehrstuhl für Politische Wissenschaft II von Thomas König in Mannheim und erhielt einen Lehrauftrag für Internationale Politik. Am European Studies Center des St Antony’s College in Oxford war sie von 2006 bis 2007 wissenschaftliche Mitarbeiterin.
Für den Entwicklungsfonds der Vereinten Nationen für Frauen (UNIFEM), die UN-Frauenrechtsorganisation, war sie als Beraterin tätig und koordinierte in Brüssel ein Kooperationsprojekt mit der französischen EU-Ratspräsidentschaft des Jahres 2008, das den europäischen Rahmenplan zur Resolution 1325 des UN-Sicherheitsrates entwickelte. Für den European Council on Foreign Relations war sie Mitautorin einer Studie zur EU-Menschenrechtspolitik in den Vereinten Nationen. Für die Bertelsmann Stiftung arbeitete sie in Brüssel zum Thema europäische Außenpolitik und europäische Antworten auf die Finanz- und Wirtschaftskrise.
2010 wurde sie an der Universität Mannheim mit einer Arbeit, für die sie ein Interview mit John Bolton führte, über die Reformfähigkeit politischer Institutionen am Beispiel der Vereinten Nationen promoviert. Brantner ist zudem nach den Richtlinien des Bundesverbandes Mediation ausgebildete Mediatorin. Sie spricht fließend Französisch, Englisch und Spanisch.
Brantner war bis 2013 mit dem Tübinger Oberbürgermeister Boris Palmer liiert, mit dem sie eine im Mai 2010 geborene gemeinsame Tochter hat. Sie lebt in Heidelberg und Berlin. Brantner ist bekenntnislos.

## Politik

### Partei
Brantner trat 1996 der Grünen Jugend bei, wurde Mitglied in deren baden-württembergischem Landesvorstand (1996–1997) und im Bundesvorstand (1997–1999). Während ihres Studiums an der Sciences Po in Paris gründete sie eine grüne Hochschulgruppe und war dort 2001/02 Mitorganisatorin des ersten „Europäischen Studentenkonvents“. Innerhalb der Grünen gehört Brantner dem Realo-Flügel an.

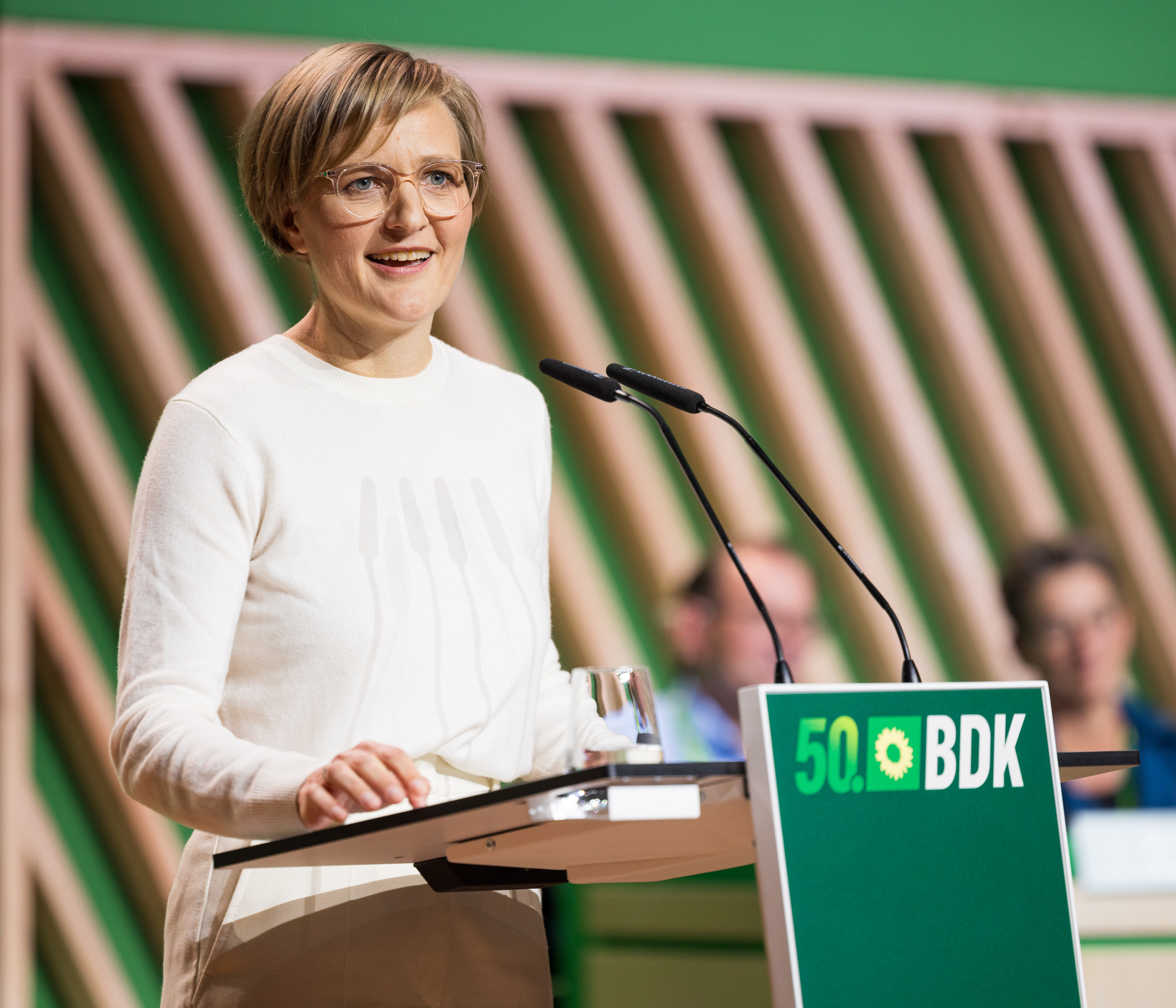
Franziska Brantner bei Ihrer Bewerbungsrede zum Parteivorsitz, 2024

Am 27. September 2024 verkündete Brantner gemeinsam mit Felix Banaszak ihre Kandidatur für den Bundesparteivorsitz von Bündnis 90/Die Grünen. Am 16. November 2024 wurde sie mit 78,15 % zur Bundesvorsitzenden gewählt.

### Europäisches Parlament
Sie war Mitglied der Friedens- und Sicherheitspolitischen Kommission der Bundespartei und war Mitglied des Autorenteams für das Wahlprogramm der Partei zur Europawahl 2009.
Bei der Europawahl 2009 kandidierte sie auf Platz 11 der Bundesliste von Bündnis 90/Die Grünen als gemeinsame Kandidatin der Grünen der Metropolregion Rhein-Neckar und errang somit eines der insgesamt 14 von den deutschen Grünen erreichten Mandate im Europäischen Parlament. Sie gehörte der Fraktion Grüne/EFA an und war außenpolitische Sprecherin der Fraktion und ständige Berichterstatterin für das EU-Stabilitätsinstrument für Konfliktlösung und Krisenreaktion. Außerdem hat sie für die Grünen/EFA die Verhandlungen über den Aufbau und die Reform des Europäischen Auswärtigen Dienstes geführt. Sie war ständiges Mitglied und grüne Koordinatorin im Ausschuss für Auswärtige Angelegenheiten und stellvertretendes Mitglied des Unterausschusses für Sicherheit und Verteidigung, des Frauenrechts- und Gleichstellungsausschusses sowie des Haushaltsausschusses. Brantner war Mitglied der Europa-Union Parlamentariergruppe Europäisches Parlament und eine von vier Vize-Vorsitzenden der European Parliament Platform for Secularism in Politics (EPPSP), einem Forum für Mitglieder des Europäischen Parlaments und der Zivilgesellschaft. Im Jahr 2010 unterstützte sie die Spinelli-Gruppen-Initiative für mehr Europa. In der Euro-Krise plädierte sie 2012 für eine Haftungsgemeinschaft.

### Deutscher Bundestag
2012 wurde sie in der Nachfolge von Fritz Kuhn von den Grünen im Bundestagswahlkreis Heidelberg für die Bundestagswahl 2013 nominiert und wurde über die Landesliste gewählt. Mit dem Einzug in den Bundestag hat sie am 21. Oktober 2013 ihr Mandat im Europaparlament niedergelegt. In der Legislaturperiode 2013–2017 war sie familienpolitische Sprecherin der Grünen Bundestagsfraktion. Zudem saß sie dem Unterausschuss Zivile Krisenprävention vor und war stellvertretendes Mitglied im Ausschuss für die Angelegenheiten der Europäischen Union und im Auswärtigen Ausschuss.
Im September 2017 verteidigte Brantner ihr Bundestagsmandat. In der Legislaturperiode bis 2021 war sie Europapolitische Sprecherin der Bundestagsfraktion Bündnis 90/Die Grünen. Sie saß als Obfrau im Europaausschuss und war stellvertretendes Mitglied im Auswärtigen Ausschuss, im Parlamentarischen Begleitgremium Covid-19-Pandemie sowie im Unterausschuss „Zivile Krisenprävention, Konfliktbearbeitung und vernetztes Handeln“. Außerdem war sie Parlamentarische Geschäftsführerin ihrer Fraktion.
Zu einer potenziellen deutschen Beteiligung an einem „Vergeltungsschlag“ für einen möglichen Chemiewaffenangriff der syrischen Regierung bei der Rückeroberung der Region Idlib sagte Brantner im September 2018 in einem Interview in der Bild: „Das Ziel muss sein, die Menschen in Idlib zu schützen. Daraufhin müssen alle Optionen überprüft werden.“ Mehrere Medien berichteten daraufhin, dass neben CDU, CSU und FDP auch die Grünen für einen Militärschlag in Syrien offen seien.
Von 2019 bis 2021 war Franziska Brantner im Vorstand der Deutsch-Französischen Parlamentarischen Versammlung und dort stellvertretende Vorsitzende sowie stimmberechtigtes Mitglied der Arbeitsgruppe Migration, Asyl und Integration. Zudem war sie ordentliches Mitglied in der deutsch-französischen Arbeitsgruppe zum Élysée-Vertrag.
Bei der Bundestagswahl 2021 gewann Brantner erstmals das Direktmandat in ihrem Wahlkreis mit 30,2 % der Erststimmen. Sie hatte die Landesliste ihrer Partei als Spitzenkandidatin in Baden-Württemberg angeführt, gefolgt von Cem Özdemir.
Bei der Bundestagswahl 2025 konnte Brantner das Direktmandat im Wahlkreis nicht erneut gewinnen, zog jedoch über Listenplatz 1 in den Bundestag ein. Die Mehrheit der Erststimmen errang Alexander Föhr (CDU).
Im 21. Deutschen Bundestag ist Brantner stellvertretendes Mitglied im Ausschuss für Digitales und Staatsmodernisierung.

### Parlamentarische Staatssekretärin
Sie war vom 8. Dezember 2021 bis zum 6. Mai 2025 Parlamentarische Staatssekretärin bei dem Bundesminister für Wirtschaft und Klimaschutz, Robert Habeck (Grüne). Im Auftrag des Bundeswirtschaftsministeriums suchte sie weltweit nach Rohstoffhändlern und war daher viel auf Reisen. Zudem war sie vom 5. Januar 2022 bis zum 6. Mai 2025 Sonderbeauftragte der Bundesregierung für die Umsetzung der EITI, der Initiative für Transparenz im rohstoffgewinnenden Sektor.

## Mitgliedschaften
Brantner ist u. a. Mitglied der überparteilichen Europa-Union-Deutschland-Parlamentariergruppe im Bundestag, die sich für ein föderales Europa und den europäischen Einigungsprozess einsetzt. Sie gehört der Mitgliederversammlung der Heinrich-Böll-Stiftung an. Von 2017 bis Anfang 2022 war sie im Vorstand der TuWas – Stiftung für Gemeinsinn.

## Nebentätigkeiten
- Asylos, Amsterdam, Mitglied des Advisory Commitee, (ehrenamtlich, 2021–2022)
- European Policy Centre (EPC), Brüssel (ehrenamtlich, 2021–2022)
- Bundesagentur für Sprunginnovationen (SprinD GmbH), Mitglied des Aufsichtsrates (von Amts wegen, ab 2022)
- Germany Trade and Invest (GTAI), Vorsitzende des Aufsichtsrates, (von Amts wegen, ab 2022)
- Hertie School, Mitglied des Kuratoriums (2022 bis 2023)
- Deutsche Stiftung für Internationale Rechtliche Zusammenarbeit (IRZ), Mitglied des Kuratoriums, (ehrenamtlich, von Amts wegen, 2022 bis 2023)
- European Council on Foreign Relations (ECFR), Mitglied des Board of Trustees (ehrenamtlich)
- Heidelberger Club für Wirtschaft und Kultur e. V., Mitglied des Kuratoriums (ehrenamtlich)
- Institut für Europäische Politik (IEP), Mitglied der Versammlung der Kuratoren (ehrenamtlich, von Amts wegen, bis 2024)
- Mobilfunkinfrastrukturgesellschaft (MIG), Mitglied des Aufsichtsrates (von Amts wegen, ab 2022)
- Heinrich-Böll-Stiftung, Mitglied des Fachbeirates Europa/Transatlantik (ehrenamtlich, bis 2024)
- Kompetenznetzwerk Trusted Cloud e. V., Mitglied des Beirates (ehrenamtlich, von Amts wegen, ab 2022)
- Zentrum für Internationale Friedenseinsätze (ZIF), Mitglied des Aufsichtsrates (ehrenamtlich, bis 2022)
- Vereinigung Deutsch-Französischer Gesellschaften für Europa (VDFG), Mitglied des Kuratoriums (ehrenamtlich, bis 2022)
- Tu was für Europa e. V., Mitglied des Vorstandes (ehrenamtlich, ab 2022)
- Europäische Bewegung Deutschland, Mitglied des Vorstandes (ehrenamtlich, bis 2022)
- TuWas – Stiftung für Gemeinsinn, Mitglied des Vorstandes (ehrenamtlich, bis 2022)
- Humanity in Action e. V., Mitglied des Advisory Board (ehrenamtlich, bis 2022)
- Friends of Europe, Mitglied des Board of Trustees (ehrenamtlich)
- Deutsch-Französisches Institut (dfi), Mitglied des Vorstandes (ehrenamtlich)
- Jacques Delors Institut – Berlin gGmbH, Mitglied des Beirates (ehrenamtlich, bis 2023)

## Veröffentlichungen
- The EU and the Human Rights at the UN: 2010 Review, ECFR 2010 (zusammen mit Richard Gowan)[31]
- Regionalism and Human Rights at the UN, Springer 2012 (zusammen mit Richard Gowan)[32]